# Лойо, Джордж
Джордж Этье́н Лойо́ (англ. George Ettienne Loyau, 15 апреля 1835, Лондон, Мидлсекс, Британская империя — 23 апреля 1898, Бандаберг, Квинсленд, Британская империя), — английский историк, журналист и поэт, работавший в Австралии. Наиболее известен как автор и редактор двух крупных биографических работ о своих современниках — Notable South Australians (с англ. — «Примечательные жители Южной Австралии») и The Representative Men of South Australia (с англ. — «Представительные жители Южной Австралии»).

## Биография
Джордж Этьен Лойо родился 15 апреля 1835 года в столице Британской империи Лондоне в семье Джорджа Этьена Лойо — старшего и его жены Катарины. Когда Джорджу был лишь год, его отец скончался. Он обучался в школе в Англии, после чего в возрасте 15 лет устроился на должность делопроизводителя. 4 августа 1853 года он отплыл на корабле Investigator в Австралию из Грейвзенда. Семь лет Джордж путешествовал по Новому Южному Уэльсу, Квинсленду и Виктории. В этот период своей жизни он был золотоискателем (неудачно), пастухом, стражником на ранчо, стригалём овец, погонщиком, поваром и частным корреспондентом, даже школьным учителем. Лойо ещё тогда утверждал, что начал писать стихи сразу после переезда в Австралию. В своём дневнике в 1859 году он писал об охватившем его чувстве одиночества и сильной религиозности. Позже Лойо утверждал, что из-за этих чувств он не мог поддерживать беседу с людьми.
Джордж Лойо стал редактором газеты Burnett Argus в Гейнде (Квинсленд) в 1861 году. Здесь он писал литературные работы и стихотворения, в основном о призраках, и рассказы о вымышленной «расовой войне» в колонии, которая де-факто являлась художественным произведением, однако всё описывалось так, словно происходило в реальности. Четыре месяца спустя оставил это место работы и перешел в Maryborough Chronicle. В следующем году он стал репортером и заместителем редактора Queensland Daily Guardian в Брисбене. Через три года Джордж переехал в Сидней, где пробыл одиннадцать лет, выполняя газетную и канцелярскую работу, однако значительную часть времени оставался безработным. В это же время он написал и опубликовал три небольших сборника собственных стихов: The Australian Seasons (с англ. — «Австралийские сезоны») и Australian Wild Flowers (с англ. — «Австралийские дикие цветы») в 1871 году и Colonial Lyrics (с англ. — «Колониальные стихи») в 1872 году. Последующие шесть месяцев Джорж работал редактором Gundagai Times, а затем переехал в Мельбурн, где работал журналистом и составителем квитанций. В апреле 1877 года он перебрался в Аделаиду и в августе начал выпускать журнал The Australian Family Herald: a weekly magazine of interesting literature, однако его издание, видимо, быстро закончилось. В дальнейшем он был редактором The Bunyip в 1878—1879 и Illustrated Adelaide News в 1880—1881 годах. В журналисткой политике Лойо придерживался формата «регионализма» и направленности на класс читателей, что любили в основном художественную литературу и лёгкое газетно-журнальное чтиво, а не новости о политической жизни колонии или империи. В эти же два десятилетия (60-е и 70-е) его стихи активно печатались и печатались во многих изданиях колониальной прессы во всех колониях за исключением Западной Австралии.
Тогда же в 1878 году Джордж Лойо служил секретарём Литературно-драматического общества Голера. В 1880-х годах он неоднократно возвращался в Квинсленд, где один за другим умирали его старые друзья и бывшие работодатели. В 1890 скончался владелец газеты, в которой изначально работал Лойо, за ним вскорости последовали многие видные журналисты «первой волны миграции». К 1895 году он переехал в Мэриборо, где написал историю города и ряд других работ. Через 2 года он переехал в город Бандаберг, где скончался, оставив вдову по имени Паулина Линч (это был его второй брак, ранее Лойо женился на Элизе Энн Шарп), сына и трёх дочерей.
Большую часть жизни Джордж Лойо прожил в бедности. Как пишет биограф Лойо, он часто жаловался на отсутствие признания обществом его литературных заслуг и таланта. По мнению автора статьи в «Австралийском биографическом словаре», Лойо был способен писать как яркую публицистику, так и «утомляющую своей дотошностью» литературу; как тексты с прямым повествованием в лоб, так и незатейливые, но смешные анекдоты. Автор статьи считает, что его работы The Gawler Handbook и The History of Maryborough являются ценными источниками информации по местной истории, хотя первая и страдает из-за того, что автор пытался написать её слишком быстро и компилировал порой даже совсем второстепенные данные. По мнению биографа, лучшие работы Лойо — это две выпущенные подряд работы с биографиями его именитых современников.

### Книги
Лойо писал книги самых различных направлений. Первая его работа, Australian tales (с англ. — «Австралийские сказки»), была историей о вымышленной расовой войне в колонии. Согласно сюжету книги, пастухи из Порт-Кёртиса оказываются убиты неизвестными чернокожими и их товарищи принимаются мстить. Количество насилия растёт по спирали, в конфликт вовлекается местная полиция и вспышка этнических противоречий приводит к смерти более 50 человек. В книге данная вымышленная история была представлена как реально происходившее событие, а натуралистичное и точное описание поселение лишь добавило ей атмосферности. В дальнейшем же Лойо продолжал серию своих фантастических рассказов о вымышленных событиях, нередко «приправляя» происходящее квинслендским народным фольклором. При этом в своей работе Лойо пишет, что он относился к негроидам порой даже лучше многих других поселенцев и среди его друзей было немало «чернокожих парней».
Джордж является автором шести книг:
- The South Australian Annual: Australian Tales (англ.) / edited George E. Loyau. — Sydney, 1877. — (Old hand).
- Loyau George E. The Gawler Handbook: A Record of the Rise and Progress of that Important Town, to which are Added Memoirs of McKinlay the Explorer and Dr. Nott (англ.). — Hampstead Gardens, S.A.: Austaprint, 1880. — 180 p. — ISBN 0-858-72272-0.
- Loyau George E. The Representative Men of South Australia (англ.). — Austaprint, 1882. — 264 p.
- Loyau George E. The Personal Adventures of George E. Loyau (англ.). — Adelaide: L. Henn and Company, 1883. — 112 p.
- Loyau George E. Notable South Australians; Or, Colonists, Past and Present (англ.). — Adelaide: Carey, Page & Company, 1885. — 288 p.
- Loyau George E. The History of Maryborough :  [англ.]. — Maryborough : Pole, 1897. — 385 p., 25 p. fig.

### Стихотворения и поэтические сборники
В газетах и журналах различных штатов, где работал Джордж, нередко печатались его стихотворные произведения. Одна из таких была охарактеризована редактором Maryborough Chronicle как «блюдо из лишая» (англ. A dish of shingles). Некоторые из них исполнялись оперными и народными певцами Квинсленда и Виктории в середине XX века. Также им были опубликованы две «книги песен» — сборники фольклорных текстов, которые он написал под псевдонимом Джордж Чансон (англ. George Chanson). Его литературные изыскания были посвящены христианству, однако он не был сторонником либеральной демократии, на тот момент «захлестнувшей» австралийскую литературу, из-за чего его работы пользовались популярностью в некоторых журналах для верующих, но не в общественно-политических изданиях.
Первые сборники Лойо полны оптимистичного настроя и ярких воспоминаний о прошлом, а также мыслей о радужном будущем. Однако в более поздних работах тон сменился на противоположный — данные работы включают в себя стихи, в которых оплакиваются смерти детей, пастырей и прочих колонистов от рук агрессивных аборигенов. В автобиографической работе Лойо объясняет это тем, что он был «байронически озабочен смертью».
Лойо опубликовал три поэтических сборника и две «книги песен»:
- George Chanson. The Queenslanders' New Colonial Camp Fire Song Book. — Sydney, 1865. — 52 с.
- George Chanson. The Sydney Songster (англ.). — Sydney: D. Roberts, 1860. — 24 p.
- Loyau George Ettienne. The Australian Seasons (англ.). — Sydney: Lee and Rose, 1871. — 22 p.
- Loyau George Ettienne. Australian Wild Flowers (англ.). — Sydney: Lee and Rose, 1871. — 24 p.
- Loyau George Ettienne. Colonial Lyrics (англ.). — Sydney: Lee and Rose, 1872. — 48 p.

### Комментарии
1. ↑  В оригинале hut-keeper, что означает «Человек, охраняющий группу заключённых на ранчо»[2].
2. ↑  По словам профессора медиа и коммуникаций в Центральном Университете Квинсленда Дениса Крайла, Лойо написал работу из-за любви, что испытывал к городу, а не из-за коммерческих интересов[8].
3. ↑  На них действительно ссылаются в научных публикациях[11][12][13].